# Ригини, Иван
Иван Ригини (итал. Ivan Righini; при рождении — Иван Вадимович Бариев) (род. 16 апреля 1991 года в Москве, РСФСР, СССР) — российский, итальянский фигурист, выступающий в одиночном катании. Двукратный чемпион России среди юниоров (2008 и 2009 годы), финалист серии Гран-при среди юниоров. Четырёхкратный чемпион Италии (2014—2017 годов).
По состоянию на 26 мая 2017 года занимает 42-е место в рейтинге Международного союза конькобежцев (ИСУ).

## Карьера

### Выступления за Россию
Фигурным катанием начал заниматься в 4 года в детской спортивной школе «Москвич». В 9 лет выиграл Кубок Венгрии. В десять занял третье место на российском детском турнире «Хрустальный конёк». Затем получил травму — сложный перелом ноги. Долго восстанавливался, стоял вопрос о расставании со спортом.
В сезоне 2002—2003 сменил тренера. Новым наставником стала Марина Кудрявцева. В сезоне 2007—2008 вышел на международный уровень. Занял вторые места на этапах юниорского Гран-при в Хорватии и Румынии, в финале Гран-при стал 7-м. Выиграл чемпионат России среди юниоров 2008 года, на «взрослом» чемпионате России стал 7-м и такое же место занял на чемпионате мира среди юниоров.
В сезоне 2008—2009 снова занимал вторые места на этапах Гран-при (в ЮАР и Чехии), а в финале стал уже четвёртым. Второй раз выиграл чемпионат России среди юниоров, во «взрослом» чемпионате не участвовал. Как победитель юниорского первенства страны должен был отправиться на чемпионат мира среди юниоров, но за неделю до соревнования заболел ветрянкой и вынужден был отказаться от участия, вместо него поехал запасной — Станислав Ковалёв.
Весь сезон 2009—2010 годов Иван был вынужден пропустить из-за травм. В 2013 году Бариев принял решение выступать за сборную Италии, где выступает под фамилией своего отчима Ригини.

### Выступления за Италию
Некоторое время его наставником был Николай Морозов. Затем его сменил Олег Васильев. Летом 2014 года Иван перебрался в Оберстдорф, где стал заниматься у Михаэля Хута. На московском этапе Гран-при 2014 года, где Ригини дебютировал, он занял предпоследнее место. Однако улучшил свои спортивные достижения в короткой программе и сумме. То же самое он сделал и на последнем этапе Гран-при в Осаке. В декабре того же сезона Иван выступил на хорватском турнире Золотой конёк Загреба 2014, где улучшил вновь свои спортивные достижения в сумме и короткой программе. Очень неплохо Иван выступил на европейском чемпионате в январе 2015 года в Стокгольме. Он превосходно откатал произвольную программу (улучшив свои достижения в ней и сумме) и завоевал место в континентальной десятке. Тем самым на следующий год Италия получила два места на чемпионате Европы. Однако на чемпионате мира в Шанхае его ждало фиаско, он выступал первым и не сумел отобраться в произвольную программу.
Новый сезон осенью 2015 года Иван начал в Ницце на Кубке Ниццы и, как и в прошлом году, он не закончил соревнования. Через три недели на Кубке Китая в серии Гран-при, он там оказался на десятом месте. На этапе Гран-при в России Иван улучшил свои достижения в сумме и занял восьмое место. В декабре 2015 года он вновь стал чемпионом Италии. Блестяще выступил на европейском чемпионате, где замкнул шестёрку лучших фигуристов континента, при этом он улучшил все свои прежние достижения. Через месяц в Германии он выиграл Кубок Баварии и улучшил свои достижения в короткой программе. В начале апреля на мировом чемпионате в Бостоне итальянский фигурист выступил удачно и занял место в числе дюжины лучших одиночников мира. Это было его лучшее выступление на мировых чемпионатах.
Новый предолимпийский сезон Иван начал в октябре на турнире Finlandia Trophy, где он не был полностью готов и при небольшом количестве участников сумел лишь замкнуть десятку. В середине ноября итальянский фигурист выступал на этапе Гран-при в Париже, где на турнире Trophée de France финишировал на последнем месте. На национальном чемпионате в декабре 2016 года в Энье Иван в очередной раз уверенно выиграл золотую медаль. В конце января в Остраве на европейском чемпионате итальянец выступил не совсем удачно и финишировал во второй двадцатке турнирной таблицы. В начале февраля 2017 года итальянский одиночник выступал в Алма-Ате на зимней Универсиаде, на соревнованиях он в упорной борьбе занял пятое место. Далее последовала травма. Весной в межсезонье он принял решение вернуться в Москву к новому тренеру Светлане Соколовской.
В сентябре итальянский одиночник начал олимпийский сезон в Бергамо, где на Кубке Ломбардии он финишировал во второй десятке. Через месяц в Минске на турнире серии «Челленджер», ему удалось выступить более удачно и финишировал около пьедестала.

## Спортивные достижения

### Выступления за Италию
| Соревнования/Сезон                | 2013—2014 | 2014—2015 | 2015—2016 | 2016—2017 | 2017—2018 |
| --------------------------------- | --------- | --------- | --------- | --------- | --------- |
| Чемпионаты мира                   | 13        | 25        | 12        |           |           |
| Чемпионаты Европы                 |           | 8         | 6         | 13        |           |
| Гран-при: NHK Trophy              |           | 10        |           | WD        |           |
| Гран-при: Rostelecom Cup          |           | 11        | 8         |           |           |
| Этапы Гран-при: Кубок Китая       |           |           | 10        |           |           |
| Этапы Гран-при: Trophée de France |           |           |           | 11        |           |
| Nebelhorn Trophy                  |           | 8         |           |           |           |
| Золотой конёк Загреба             | 3         | 7         |           |           | 5         |
| Finlandia Trophy                  |           |           |           | 10        |           |
| Кубок Варшавы                     |           |           | 6         |           |           |
| Кубок Ломбардии                   |           |           |           |           | 11        |
| Все звёзды (Минск)                |           |           |           |           | 4         |
| Зимняя Универсиада                |           |           |           | 5         |           |
| Международный Кубок Ниццы         |           | WD        | WD        |           |           |
| Кубок Баварии                     | 1         |           | 1         |           |           |
| Кубок Мерано                      | 5         |           |           |           |           |
| Кубок Несквик                     |           |           | WD        |           |           |
| Кубок Volvo                       |           |           |           |           | 1         |
| Чемпионат Италии                  | 1         | 1         | 1         | 1         | 2         |

### Выступления за Россию
| Соревнования                        | 2007—2008 | 2008—2009 | 2010—2011 | 2011—2012 | 2012—2013 |
| ----------------------------------- | --------- | --------- | --------- | --------- | --------- |
| Чемпионаты мира среди юниоров       | 7         |           |           |           |           |
| Чемпионаты России                   | 7         |           | 9         | 6         |           |
| Чемпионаты России среди юниоров     | 1         | 1         |           |           |           |
| Nebelhorn Trophy                    |           |           |           |           | 8         |
| NRW Trophy                          |           |           | 8         |           |           |
| Icechallenge                        |           |           |           | 4         |           |
| Золотой конёк Загреба               |           |           |           | 3         |           |
| Международный кубок Ниццы           |           |           |           |           | 5         |
| Зимние Универсиады                  |           |           | WD        |           |           |
| Финалы юниорского Гран-при          | 7         | 4         |           |           |           |
| Этапы юниорского Гран-при, ЮАР      |           | 2         |           |           |           |
| Этапы юниорского Гран-при, Чехия    |           | 2         |           |           |           |
| Этапы юниорского Гран-при, Хорватия | 2         |           |           |           |           |
| Этапы юниорского Гран-при, Румыния  | 2         |           |           |           |           |

WD = снялся с соревнований